# Dirphia lichyi
Dirphia lichyi är en fjärilsart som beskrevs av Lemaire 1971. Dirphia lichyi ingår i släktet Dirphia och familjen påfågelsspinnare. Inga underarter finns listade i Catalogue of Life.